# Egon Kauffmann
Egon Kauffmann (* 1. April 1929 in Wesermünde; † 28. April 2011 in Bremerhaven) war ein deutscher Postbeamter und Politiker (CDU).

## Biografie
Nach der Mittleren Reife an einer Schule in Wesermünde trat Kauffmann 1946 in den Postdienst ein. Er arbeitete zunächst als Postamtmann, besuchte 1954/55 das Manhattan College in New York und wurde 1967 zum Oberpostinspektor befördert. Des Weiteren wirkte er als Rendant der Herz-Jesu-Gemeinde in Bremerhaven.
Egon Kauffmann war verheiratet und hatte sieben Kinder.

### Politik
Kauffmann trat 1951 in die CDU ein und war von 1963 bis 1967 Stadtverordneter in Bremerhaven. Der Bremischen Bürgerschaft gehörte er als Abgeordneter von 1967 bis 1983 an.
| Personendaten    | Personendaten                                   |
| ---------------- | ----------------------------------------------- |
| NAME             | Kauffmann, Egon                                 |
| KURZBESCHREIBUNG | deutscher Postbeamter und Politiker (CDU), MdBB |
| GEBURTSDATUM     | 1. April 1929                                   |
| GEBURTSORT       | Wesermünde                                      |
| STERBEDATUM      | 28. April 2011                                  |
| STERBEORT        | Bremerhaven                                     |